# 弗洛朗·里安喬
弗洛朗·里安喬（法語：Florent Riancho，1989年8月23日—），法國男子羽毛球運動員。

## 簡歷
2016年10月，弗洛朗·里安喬與瓦迈尔·埃里奥合作出戰埃及羽毛球國際賽男子雙打項目，在決賽中以2比0的成績（21-3、21-9）擊敗了埃及選手兼頭號種子阿里·艾哈迈德·埃尔·哈提卜/阿卜杜勒拉赫曼·克什卡尔組合，並奪得羽毛球生涯中首個國際賽冠軍。

## 主要比賽成績
只列出曾進入準決賽的國際賽事成績：
| 年份   | 賽事                   | 公開賽級別 | 項目     | 拍檔              | 成績   |
| ------ | ---------------------- | ---------- | -------- | ----------------- | ------ |
| 2014年 | 羅馬尼亞羽毛球國際賽   | 國際系列賽 | 男子雙打 | Indra Viki Okvana | 準決賽 |
| 2014年 | 以色列夏瑣羽毛球國際賽 | 國際系列賽 | 混合雙打 | 凯特·甫·库内      | 亞軍   |
| 2015年 | 挪威羽毛球國際賽       | 國際系列賽 | 男子雙打 | Asuro Rizko       | 準決賽 |
| 2016年 | 愛沙尼亞羽毛球國際賽   | 國際系列賽 | 男子雙打 | Asuro Rizko       | 準決賽 |
| 2016年 | 荷蘭羽毛球國際賽       | 國際系列賽 | 男子雙打 | Asuro Rizko       | 準決賽 |
| 2016年 | 埃及羽毛球國際賽       | 國際系列賽 | 男子雙打 | 瓦迈尔·埃里奥     | 冠軍   |
| 2016年 | 挪威羽毛球國際賽       | 國際系列賽 | 男子雙打 | 瓦迈尔·埃里奥     | 準決賽 |
| 2016年 | 土耳其羽毛球國際賽     | 國際系列賽 | 男子雙打 | 瓦迈尔·埃里奥     | 冠軍   |
| 2017年 | 摩洛哥羽毛球國際賽     | 國際系列賽 | 男子雙打 | 比约恩·赛根       | 冠軍   |

| 2007-2017年 | 首要超級賽 | 超級賽 | 黃金大獎賽 | 大獎賽 | 國際挑戰賽 | 國際系列賽 | 未來系列賽 | 其他 |

| 2018-2026年 | 總決賽 | 超級1000賽 | 超級750賽 | 超級500賽 | 超級300賽 | 超級100賽 | 國際挑戰賽 | 國際系列賽 | 未來系列賽 | 其他 |